# Escudo de Bétera

Escudo que usa el Ayuntamiento de Bétera desde 1955.

El escudo de Bétera, según Amparo Doménech, tiene el siguiente blasonamiento:

El escudo de Bétera adopta la forma del español [en realidad cuadrilongo apuntado o francés moderno], cuartelado en cruz. El cuartel superior -a la izquierda del lector- representa las barras de Aragón [en realidad, palos], que aluden a la conquista y fundación del Reino por el rey Jaime I el Conquistador. El cuartel superior derecho es el emblema de los Boïl, primeros señores de Bétera. Muestra dos torres de plata sobre fondo rojo heráldico y dos toros de oro sobre azul: las torres son en memoria de las conquistas de D. Pedro de Aznares en el castillo de Buil o Boïl, en las montañas de Huesca; los toros recuerdan que los Boïl tomaron por divisa estos animales en la conquista de Teruel, en la cual los árabes utilizaron estos animales para intentar ganar a los cristianos, pero no lo consiguieron. Hay otra opinión que dice que todos los apellidos que comienzan por Bo, como Boïl, llevarán siempre por divisa un bou (buey).

En el cuartel inferior de la izquierda, en la parte superior, se ven dos troncos de árbol al natural -rabasas- arrancadas, que muestran las raíces, y tres peras. Son los símbolos de los Rabassa de Perellós. También las peras corresponden con los apellidos Perellós, Perales, etc. Los troncos son de color natural sobre fondo de oro y las peras, colocadas 1 y 2, son doradas y sobre fondo azul. En la parte inferior de este cuartel está el castillo de Bétera, en colores reales. En el cuartel inferior de la derecha, hay tres conchas de peregrino en oro sobre fondo azul, tomadas del escudo de armas de los Dasí.
En el espacio libre que dejan los dos cuarteles inferiores, se halla una albahaca, típica planta de Bétera.
Sobre los cuatro cuarteles, la corona real aragonesa.

Todo se halla superpuesto sobre la Cruz de Calatrava, la cual recuerda que el rey Jaime I dio al comendador de Alcañiz, de la Orden de Calatrava, los castillos y alquerías de Bétera y Bofilla.

El escudo que usa el Ayuntamiento lleva una corona con solo tres florones, en lugar de los cinco florones que lleva la Corona Real valenciana (o aragonesa). Además la cruz de Calatrava aparece esmaltada en plata en vez de ir esmaltada en gules, como corresponde a las cruces de Calatrava posteriores al siglo XV; o en sable, a las anteriores.

## Historia
El Pleno del Ayuntamiento presentó un proyecto de escudo municipal para su oficialización ante el Ministerio de la Gobernación en 1955. La Real Academia de la Historia aprobó un informe favorable el 28 de octubre de ese año, firmado por Vicente Castañeda, pero en el que aparece un escudo distinto al que usa actualmente el Ayuntamiento. Finalmente el Consejo de Ministros aprobó el escudo «en la forma expuesta por la Real Academia» [sic] por Decreto de 25 de noviembre de 1955, publicado en el BOE núm. 340 de 6 de diciembre de 1955.

Escudo oficial de Bétera.

Así pues, Bétera tiene un escudo oficial, que es distinto al que usa, con el siguiente blasonamiento:

El Escudo Municipal de Bétera puede organizarse sobre campo cortado y partido, esmaltando la parte superior con los Palos de Aragón, en alusión directa a la conquista realizada por Jaime I; el espacio inferior partido, el primero cuartelado de Boil: 1 y 4 en campo de gules, una Torre de plata; 2 y 3, en campo de azur, un Buey de oro. El campo de la izquierda, cuartelado de Rabaza de Perellós: 1 y 4, en oro, un tronco de árbol al natural, arrancado, mostrando las raíces; 2 y 3; en campo de azur, tres Peras de oro, ordenadas una y dos. Acolada la Cruz de Calatrava y el todo surmontado por la Corona Real aragonesa.